# Euro7
Euro7 was een Nederlandse televisiezender die van woensdag 19 oktober 1994 tot 28 maart 1997 uitzond. 
De zender werd opgericht door Joop Post, gesteund door de Amerikaanse televisie-dominee Robert H. Schuller. Euro7 was het eerste commerciële station met een officiële Nederlandse licentie. Bekende programma's van Euro7 waren 
- Schilderen met Bob Ross
- The Hour of Power
- het kookprogramma Floyd (met Keith Floyd)
- Sport Brunch (presentatie Walter Tiemessen)

The Hour of Power, waar de televisie-dominee zijn preken doet, was later nog te zien bij RTL 5 en CNBC.
De zender zond vooral uit in de middag, maandag t/m vrijdag van 14.00 tot 17.00 uur en in het weekend van 07.00 tot 17.00 uur.
In maart 1996 nam de organisatie Crystal Cathedral Ministries (CCM) de zender over van Schuler en een aantal andere aandeelhouders waaronder puzzelboeken-uitgeverij Keesing. Maar dat kon de zender niet redden van de vele verliezen die men leed in de jaren daarvoor. De zender stopte op 28 maart 1997 maar men kondigde een herstart aan voor april van dat jaar, maar van een herstart is het nooit gekomen.